# Československý fotbalový pohár
Československý fotbalový pohár byla soutěž v Československu. Vznikla v roce 1960 a skončila v roce 1993 po rozdělení Československa na Českou republiku a Slovenskou republiku.
Do 1968/69 se hrál pohár v celém Československu. Od 1969/70 o pohár hráli vítězové Českého poháru a Slovenského poháru. Sparta Praha a Dukla Praha byly nejúspěšnějšími kluby, každý vyhrál osmkrát. Celkově byly české týmy úspěšnější, získaly pohár 20krát, slovenské týmy 13krát.
Pohárovou soutěž předcházely v sezonách 1950/51, 1951/52, 1955 a 1959/60 neoficiální turnaje.

## Finále
Přehled jednotlivých sehraných finále je uveden v tabulce:
| Rok     | Vítěz                      | Datum     | Stadion                         | Finále                                 | Skóre           |
| 1960/61 | Dukla Praha (Č)            | 3.12.1961 | Stadion míru, Olomouc           | Dukla Praha - Dynamo Žilina            | 3:0             |
| 1961/62 | Slovan Bratislava (S)      | 2.12.1962 | Gottwaldov                      | Dukla Praha - Slovan Bratislava        | 1:1             |
| 1961/62 | Slovan Bratislava (S)      | 17.7.1963 | Stadion Jana Švermy, Brno       | Slovan Bratislava - Dukla Praha        | 4:1             |
| 1962/63 | Slovan Bratislava (S)      | 24.7.1963 | Stadion primátora Vacka, Praha  | Dynamo Praha - Slovan Bratislava       | 0:0             |
| 1962/63 | Slovan Bratislava (S)      | 31.7.1963 | Tehelné Pole, Bratislava        | Slovan Bratislava - Dynamo Praha       | 9:0             |
| 1963/64 | Spartak Praha Sokolovo (Č) | 20.5.1964 | Stadion Jana Švermy, Brno       | Spartak Praha Sokolovo - VSS Košice    | 4:1             |
| 1964/65 | Dukla Praha (Č)            | 27.6.1965 | Letná Stadium, Praha            | Dukla Praha - Slovan Bratislava        | 0:0 5:3 pen.    |
| 1965/66 | Dukla Praha (Č)            | 4.5.1966  | Prešov                          | Tatran Prešov - Dukla Praha            | 1:2             |
| 1965/66 | Dukla Praha (Č)            | 1.6.1966  | Stadion Juliska, Praha          | Dukla Praha - Tatran Prešov            | 4:0             |
| 1966/67 | Spartak Trnava (S)         | 21.6.1967 | Stadion primátora Vacka, Praha  | Sparta Praha - Spartak Trnava          | 4:2             |
| 1966/67 | Spartak Trnava (S)         | 28.6.1967 | Trnava                          | Spartak Trnava - Sparta Praha          | 2:0             |
| 1967/68 | Slovan Bratislava (S)      | 5.6.1968  | Stadion Juliska, Praha          | Dukla Praha - Slovan Bratislava        | 1:0             |
| 1967/68 | Slovan Bratislava (S)      | 26.6.1968 | Tehelné Pole, Bratislava        | Slovan Bratislava - Dukla Praha        | 2:0             |
| 1968/69 | Dukla Praha (Č)            | 18.6.1969 | Pardubice                       | VCHZ Pardubice - Dukla Praha           | 1:1             |
| 1968/69 | Dukla Praha (Č)            | 23.6.1969 | Stadion Juliska, Praha          | Dukla Praha - VCHZ Pardubice           | 1:0             |
| 1969/70 | TJ Gottwaldov (Č)          | 29.7.1970 | Tehelné Pole, Bratislava        | Slovan Bratislava - TJ Gottwaldov      | 3:3             |
| 1969/70 | TJ Gottwaldov (Č)          | 2.8.1970  | Gottwaldov                      | TJ Gottwaldov - Slovan Bratislava      | 0:0 4:3 pen.    |
| 1970/71 | Spartak Trnava (S)         | 27.6.1971 | Štruncovy sady, Plzeň           | Škoda Plzeň - Spartak Trnava           | 1:2             |
| 1970/71 | Spartak Trnava (S)         | 30.6.1971 | Trnava                          | Spartak Trnava - Škoda Plzeň           | 5:1             |
| 1971/72 | Sparta Praha (Č)           | 1.8.1972  | Tehelné Pole, Bratislava        | Slovan Bratislava - Sparta Praha       | 1:0             |
| 1971/72 | Sparta Praha (Č)           | 5.8.1972  | Letná Stadium, Praha            | Sparta Praha – Slovan Bratislava       | 4:3 pp 4:3 pen. |
| 1972/73 | Baník Ostrava (Č)          | 9.5.1973  | Košice                          | VSS Košice - Baník Ostrava             | 2:1             |
| 1972/73 | Baník Ostrava (Č)          | 30.5.1973 | Bazaly, Ostrava                 | Baník Ostrava - VSS Košice             | 3:1             |
| 1973/74 | Slovan Bratislava (S)      | 21.6.1974 | Stadion primátora Vacka, Praha  | Slavia Praha - Slovan Bratislava       | 1:0             |
| 1973/74 | Slovan Bratislava (S)      | 25.6.1974 | Tehelné Pole, Bratislava        | Slovan Bratislava - Slavia Praha       | 1:0 pp 4:3 pen. |
| 1974/75 | Spartak Trnava (S)         | 2.6.1975  | Trnava                          | Spartak Trnava - Sparta Praha          | 3:1             |
| 1974/75 | Spartak Trnava (S)         | 18.6.1975 | Stadion Sparty na Letné, Praha  | Sparta Praha - Spartak Trnava          | 0:1             |
| 1975/76 | Sparta Praha (Č)           | 24.6.1976 | Stadion Sparty na Letné, Praha  | Sparta Praha - Slovan Bratislava       | 3:2             |
| 1975/76 | Sparta Praha (Č)           | 27.6.1976 | Tehelné Pole, Bratislava        | Slovan Bratislava - Sparta Praha       | 0:1             |
| 1976/77 | Lokomotíva Košice (S)      | 9.5.1977  | Stadion Sparty na Letné, Praha  | Lokomotíva Košice - Sklo Union Teplice | 2:1             |
| 1977/78 | Baník Ostrava (Č)          | 9.5.1978  | Tehelné Pole, Bratislava        | Baník Ostrava - Jednota Trenčín        | 1:0             |
| 1978/79 | Lokomotíva Košice (S)      | 9.5.1979  | Stadion Sparty na Letné, Praha  | Lokomotíva Košice - Baník Ostrava      | 2:1             |
| 1979/80 | Sparta Praha (Č)           | 7.5.1980  | Tehelné Pole, Bratislava        | Sparta Praha - ZŤS Košice              | 2:0             |
| 1980/81 | Dukla Praha (Č)            | 6.5.1981  | Stadion Sparty na Letné, Praha  | Dukla Praha - Dukla Banská Bystrica    | 0:0 pp 4:2 pen. |
| 1981/82 | Slovan Bratislava (S)      | 8.5.1982  | Tehelné Pole, Bratislava        | Slovan Bratislava - Bohemians Praha    | 4:1             |
| 1982/83 | Dukla Praha (Č)            | 15.6.1983 | Stadion Evžena Rošického, Praha | Dukla Praha - Slovan Bratislava        | 2:1             |
| 1983/84 | Sparta Praha (Č)           | 24.5.1984 | Tehelné Pole, Bratislava        | Sparta Praha - Inter Bratislava        | 4:2             |
| 1984/85 | Dukla Praha (Č)            | 23.6.1985 | Stadion Na Litavce, Příbram     | Dukla Praha - Lokomotíva Košice        | 3:2             |
| 1985/86 | Spartak Trnava (S)         | 22.6.1986 | Jelšava                         | Spartak Trnava - Sparta Praha          | 1:1 pp 4:3 pen. |
| 1986/87 | DAC Dunajská Streda (S)    | 21.6.1987 | Kopřivnice                      | DAC Dunajská Streda - Sparta Praha     | 0:0 pp 3:2 pen. |
| 1987/88 | Sparta Praha (Č)           | 19.6.1988 | Ružomberok                      | Sparta Praha - Inter Bratislava        | 2:0             |
| 1988/89 | Sparta Praha (Č)           | 18.6.1989 | Stadion Ostroj Opava, Opava     | Sparta Praha - Slovan Bratislava       | 3:0             |
| 1989/90 | Dukla Praha (Č)            | 13.5.1990 | Prešov                          | Dukla Praha - Inter Bratislava         | 1:1 pp 5:4 pen. |
| 1990/91 | Baník Ostrava (Č)          | 22.5.1991 | Frýdek-Místek                   | Baník Ostrava - Spartak Trnava         | 6:1             |
| 1991/92 | Sparta Praha (Č)           | 7.6.1992  | Trebišov                        | Sparta Praha - Tatran Prešov           | 2:1             |
| 1992/93 | 1. FC Košice (S)           | 6.6.1993  | Poštorná                        | 1. FC Košice - Sparta Praha            | 5:1             |